# Torneo Internacional de Chile 1969
El Torneo Internacional de Chile 1969, comprende la competencia Hexagonal de Santiago 1969 la cual corresponde a la 17.ª edición del torneo amistoso de fútbol, jugado en el mes de enero y la primera semana de febrero. Compiten dos equipos europeos y cuatro sudamericanos que incluyen a dos equipos chilenos. 
La sexta fecha jugada el día sábado 1 de febrero, contempló una jornada triple, tres partidos.
El campeón fue Colo-Colo en forma invicta.

## Datos de los equipos participantes
| Equipo                  | Calidad |
| ----------------------- | --- |
| C. Universidad de Chile | Anfitrión y tercer lugar de la Primera División de Chile 1968                                                                 |
| C. S. D. Colo-Colo      | Anfitrión y primer lugar en la Serie A del Torneo Promocional de la Primera División de Chile 1968                            |
| Estrella Roja           | Invitado y campeón de la Primera División 1967-1968                                                                           |
| S. C. Corinthians       | Invitado y subcampeón del Campeonato Paulista de 1968                                                                         |
| F. K. Dynamo Moskva     | Invitado y quinto lugar de la Primera División Soviética 1968                                                                 |
| C. A. San Lorenzo de A. | Invitado y campeón del Campeonato Metropolitano de Argentina 1968 y séptimo lugar en el Campeonato Nacional de Argentina 1968 |

### Aspectos generales

#### Modalidad
El torneo se jugó en una sola rueda de siete fechas, bajo el sistema de todos contra todos, resultando campeón aquel equipo que acumulase más puntos en la tabla de posiciones.

## Partidos

### Fecha 1
| 15 de enero de 1969 | Corinthians | 1:1 (0:0) | San Lorenzo  | Estadio Nacional, Santiago                                    |                                                               |
|                     | Bene 75'    |           | Albretch 71' | Asistencia: 48.118 espectadores Árbitro(s): Rafael Hormazábal | Asistencia: 48.118 espectadores Árbitro(s): Rafael Hormazábal |

| 15 de enero de 1969 | Colo-Colo                                    | 3:3 (0:1) | Dinamo Moscú                           | Estadio Nacional, Santiago                                       |                                                                  |
|                     | Francisco Valdés 55', 82' · Ivanov 90' (ag.) |           | Koslov 25' · Evrushin 60' · Maslov 62' | Asistencia: 48.118 espectadores Árbitro(s): Carlos Robles Robles | Asistencia: 48.118 espectadores Árbitro(s): Carlos Robles Robles |

### Fecha 2
| 18 de enero de 1969 | Dinamo Moscú     | 1:1 (1:1) | Estrella Roja | Estadio Nacional, Santiago                               |                                                          |
|                     | Larin 42' (pen.) |           | Djajic 23'    | Asistencia: 33.223 espectadores Árbitro(s): Jorge Cruzat | Asistencia: 33.223 espectadores Árbitro(s): Jorge Cruzat |

| 18 de enero de 1969 | Corinthians          | 2:0 (2:0) | Universidad de Chile | Estadio Nacional, Santiago                             |                                                        |
|                     | Bene 10' · Tales 34' |           |                      | Asistencia: 33.223 espectadores Árbitro(s): Jaime Amor | Asistencia: 33.223 espectadores Árbitro(s): Jaime Amor |

### Fecha 3
| 21 de enero de 1969 | Universidad de Chile        | 3:3 (0:1) | Estrella Roja                              | Estadio Nacional, Santiago                                    |                                                               |
|                     | Félix Lasso 50', 59', 90+6' |           | Lazaravic 26', 66' · Klenkovski 90' (pen.) | Asistencia: 43.794 espectadores Árbitro(s): Rafael Hormazábal | Asistencia: 43.794 espectadores Árbitro(s): Rafael Hormazábal |

| 21 de enero de 1969 | Colo-Colo          | 1:1 (0:1) | San Lorenzo  | Estadio Nacional, Santiago                                     |                                                                |
|                     | Osvaldo Castro 53' |           | González 43' | Asistencia: 43.794 espectadores Árbitro(s): Lorenzo Cantillana | Asistencia: 43.794 espectadores Árbitro(s): Lorenzo Cantillana |

### Fecha 4
| 24 de enero de 1969 | Dinamo Moscú                      | 3:1 (0:0) | San Lorenzo | Estadio Nacional, Santiago                                  |                                                             |
|                     | Anitchkin 69' · Evrushin 70', 78' |           | Veira 80'   | Asistencia: 38.437 espectadores Árbitro(s): Domingo Massaro | Asistencia: 38.437 espectadores Árbitro(s): Domingo Massaro |

| 24 de enero de 1969 | Colo-Colo                                          | 4:2 (2:1) | Corinthians           | Estadio Nacional, Santiago                                                |                                                                           |
|                     | Mario Rodríguez 36', 42', 59' · Osvaldo Castro 47' |           | Bene 16' · Dirceu 60' | Asistencia: 38.437 espectadores Árbitro(s): Carlos Robles (Fernando Toro) | Asistencia: 38.437 espectadores Árbitro(s): Carlos Robles (Fernando Toro) |

### Fecha 5
| 28 de enero de 1969 | San Lorenzo                  | 3:2 (2:1) | Estrella Roja               | Estadio Nacional, Santiago                             |                                                        |
|                     | Cocco 6', 11' · González 75' |           | Lazarevic 5' · Acimivic 59' | Asistencia: 18.686 espectadores Árbitro(s): Jaime Amor | Asistencia: 18.686 espectadores Árbitro(s): Jaime Amor |

| 28 de enero de 1969 | Dinamo Moscú               | 2:1 (1:1) | Universidad de Chile    | Estadio Nacional, Santiago                                    |                                                               |
|                     | Siomin 30' · Anitchkin 62' |           | Rubén Marcos 45' (pen.) | Asistencia: 18.686 espectadores Árbitro(s): Rafael Hormazábal | Asistencia: 18.686 espectadores Árbitro(s): Rafael Hormazábal |

### Fecha 6
| 1 de febrero de 1969 | Universidad de Chile | 1:0 (0:0) | San Lorenzo | Estadio Nacional, Santiago                             |                                                        |
|                      | Guillermo Yávar 63'  |           |             | Asistencia: 57.014 espectadores Árbitro(s): Jaime Amor | Asistencia: 57.014 espectadores Árbitro(s): Jaime Amor |

| 1 de febrero de 1969 | Dinamo Moscú | 1:1 (0:1) | Corinthians | Estadio Nacional, Santiago                                    |                                                               |
|                      | Maslov 83'   |           | Bene 37'    | Asistencia: 57.014 espectadores Árbitro(s): Rafael Hormazábal | Asistencia: 57.014 espectadores Árbitro(s): Rafael Hormazábal |

| 1 de febrero de 1969 | Colo-Colo                                                                | 3:2 (1:1) | Estrella Roja   | Estadio Nacional, Santiago                                  |                                                             |
|                      | Mario Rodríguez 30' · Osvaldo Castro 47' · Francisco Valdés 90+2' (pen.) |           | Dzajic 42', 72' | Asistencia: 57.014 espectadores Árbitro(s): Domingo Massaro | Asistencia: 57.014 espectadores Árbitro(s): Domingo Massaro |

### Fecha 7
| 4 de febrero de 1969 | Estrella Roja               | 2:1 (1:0) | Corinthians        | Estadio Nacional, Santiago                                     |                                                                |
|                      | Ostojic 30' · Lazarevic 77' |           | Eduardo 62' (pen.) | Asistencia: 36.006 espectadores Árbitro(s): Lorenzo Cantillana | Asistencia: 36.006 espectadores Árbitro(s): Lorenzo Cantillana |

| 4 de febrero de 1969 | Colo-Colo          | 1:0 (1:0) | Universidad de Chile | Estadio Nacional, Santiago                               |                                                          |
|                      | Osvaldo Castro 35' |           |                      | Asistencia: 36.006 espectadores Árbitro(s): Jorge Cruzat | Asistencia: 36.006 espectadores Árbitro(s): Jorge Cruzat |

## Tabla de posiciones
| Pos. | Equipo               | PJ | PG | PE | PP | GF | GC | Dif. | Puntos |
| ---- | -------------------- | -- | -- | -- | -- | -- | -- | ---- | ------ |
| 1    | Colo-Colo            | 5  | 3  | 2  | 0  | 12 | 8  | 4    | 8      |
| 2    | Dinamo Moscú         | 5  | 2  | 3  | 0  | 10 | 7  | 3    | 7      |
| 3    | Estrella Roja        | 5  | 1  | 2  | 2  | 10 | 11 | -1   | 4      |
| 4    | Corinthians          | 5  | 1  | 2  | 2  | 7  | 8  | -1   | 4      |
| 5    | San Lorenzo          | 5  | 1  | 2  | 2  | 6  | 8  | -2   | 4      |
| 6    | Universidad de Chile | 5  | 1  | 1  | 3  | 5  | 8  | -3   | 3      |

|  | Campeón |

## Campeón
| Chile               |
| Colo-Colo 3º título |